# Aboubakr Chraïbi
Aboubakr Chraïbi (arabisch أبو بكر الشرايبي, DMG Abū Bakr aš-Šarāyibī; geb. 1962 in Fès) ist ein marokkanisch-französischer Philologe und Professor für mittelalterliche arabische Literatur am französischen Institut national des langues et civilisations orientales (INALCO). Er ist auch als Schriftsteller, insbesondere mit Arbeiten zu Tausendundeiner Nacht, hervorgetreten.

## Leben
Er studierte Arabisch und verteidigte 1993 seine Doktorarbeit mit dem Titel Étude d’un manuscrit inédit des Mille et une nuits: entre le folklore international et les traditions narratives arabes („Untersuchung eines unveröffentlichten Manuskripts von Tausendundeiner Nacht: zwischen internationaler Folklore und arabischen Erzähltraditionen“) an der École des hautes études en sciences sociales (EHESS). Er ist Maître de conférences mit Habilitation (HDR) am Institut national des langues et civilisations orientales (INALCO, Paris).
1996 erschienen von ihm die Untersuchung Contes nouveaux des 1001 Nuits: Étude du manuscrit Reinhardt (Paris, Librairie d’Amerique et d’Orient, Jean Maisoneuve Successeur, 1996), für die er hauptsächlich bekannt ist.
Er ist Verfasser zahlreicher Artikel über Tausendundeine Nacht, die mittelalterliche arabische Literatur und Literaturtheorie.
In der Arabian Nights Encyclopedia (ANE), zu der er auch den Beitrag Situation, Motivation und Handlung in Tausendundeiner Nacht (engl.) beisteuerte, wird Chraïbi in Zusammenhang mit dieser Reinhardt-Handschrift von Tausendundeine Nacht genannt.

## Schriften (Auswahl)
Monografien
- Contes nouveaux des « 1001 nuits » : étude du manuscrit Reinhardt. Maisonneuve, Paris 1996, ISBN 2-7200-1106-1.
- Les mille et une nuits : histoire du texte et classification des contes. L’Harmattan, Paris 2008, ISBN 978-2-296-05097-6.
- Trois contes inédits des Mille et une nuits. Espaces & Signes, Paris 2015, ISBN 978-2-9535965-4-0.

Herausgeberschaften
- (Hrsg.): Les mille et une nuits en partage. Sindbad, Arles 2004, ISBN 2-7427-4911-X.
- (Hrsg.): René Basset: Mille et un contes, récits et légendes arabes. 2 Bände (= Collection Merveilleux. Band 29). Corti, Paris 2005, ISBN 2-7143-0856-2.
- (Hrsg.): Classer les récits : théories et pratiques. L’Harmattan, Paris 2007, ISBN 2-296-04290-2.
- mit Frédéric Bauden, Antonella Ghersetti (Hrsg.): Le répertoire narratif arabe médiéval, transmission et ouverture : actes de Colloque international. Droz, Genf 2008, ISBN 2-87019-295-9.
- (Hrsg.): Tropes du voyage : les rencontres. L’Harmattan, Paris 2011, ISBN 2-296-12733-9.

Übersetzungen
- Amine Bouchentouf: L’arabe pour les nuls. 3. Auflage. First éditions, Paris 2018, ISBN 978-2-412-03393-7 (englisch: Arabic phrases for dummies. Übersetzt von Sylvie Legrand-Chraïbi und Aboubakr Chraïbi).

Artikel
- Galland’s “Ali Baba” and other Arabic versions. In: Marvels & Tales. Band 18, Nr. 2, 2004, S. 159–169, doi:10.1353/mat.2004.0027.
- mit Ulrich Marzolph: The Hundred and One Nights: A Recently Discovered Old Manuscript. In: Zeitschrift der Deutschen Morgenländischen Gesellschaft. Band 162, Nr. 2, 2012, S. 299–316, JSTOR:10.13173/zeitdeutmorggese.162.2.0299.